# Assié-Koumassi
Assié-Coumassi est une localité de l'est de la Côte d'Ivoire, et appartenant au département de Bongouanou, Région du Moronou. La localité d'Assié-Coumassi est un chef-lieu de commune.